# Isamu Yoshii

## Resumo
O conde Isamu Yoshii (吉井 勇; 8 de outubro de 1886 – 9 de novembro de 1960). Foi um poeta e dramaturgo japonês durante os períodos Taishō e Shōwa no Japão.

## Biografia
Yoshii nasceu na elite de Takanawa, na província de Tóquio, Japão. Seu avô, o conde Tomosane Yoshii era samurai aposentado e retentor do Domínio de Satsuma, além de membro da Câmara dos Pares, do Conselho Privado e oficial da Agência da Casa Imperial. Sua tia era esposa do gensui Iwao Ōyama. Em 1887, Yoshii mudou-se para o chalé de seu pai no bairro de Zaimokuza em Kamakura, na prefeitura de Kanagawa e em 1891 tournou-se estudante do ensino elementar da Escola Normal de Kamakura. No ano seguinte, a família voltou para Tóquio, mas pelo resto de sua vida voltou para Kamakura com frequência a fim de se recuperar de episódios de doenças como tuberculose.
Começou a escrever versos curtos em Tóquio, quando frequentava o que no Brasil equivale ao Ensino Fundamental.
Foi inscrito brevemente na Escola de Ciência Política e Economia da Universidade de Waseda em 1908, mas desistiu no mesmo ano para se juntar a Tekkan Yosano em seu Tokyo Shin-shi Sha (Nova Sociedade de Poesia de Tóquio), e passou a contribuir com seus versos na revista literária da sociedade, a Myōjō (Estrela Brilhante). Como membro do círculo íntimo da Myōjō, conheceu e foi influenciado pelos escritores Ōgai Mori, Bin Ueda e Hakushū Kitahara.
Em 1933, Yoshii se divorciou de sua esposa, Nobuko, que foi protagonista do "Escândalo da Pista de Dança de Flórida", envolvendo adultério por membros da nobreza com pessoas comuns.

## Carreira literária
Yoshii deixou a Myōjō por outro grupo, Pan no kai, com Kitahara dado sua atração compartilhada pelo romantismo e pelo esteticismo. Em 1909, com o apoio de Mori, Yoshii fundou uma nova revista literária, a Subaru.
Em 1910, Yoshii publicou sua primeira antologia de tanka, Sakehogai (Folia), descrevendo as alegrias e os sofrimentos de um jovem poeta entregue ao vinho e às mulheres. Assim, estabeleceu seu nome firmemente nos círculos de poetas e lançou outras coletâneas de tanka, como Sakujitsu made (Até ontem), Gion kashu (Versos de Gion, 1915) e Tokyo kōtō shū (1916).
Yoshii também se interessava pelo movimento Shingeki (Teatro Novo). Publicou Gogo sanji (Três horas da tarde), uma coletânea de onze peças de um ato, na Subaru em 1911, estreando como dramaturgo. Posteriormente, publicou peças como Yumesuke to So to (Yumesuke e o Monge) e Kyo geinin (Artista cômico).
Enquanto se deslocava entre Shikoku, Kyūshū e Quioto, juntou-se ao drama radiofônico Kenkyukai com Mantarō Kubota a pedido da Corporação de Radiofusão do Japão (posteriormente NHK), que começou a transmitir programas de rádio em 1925. Em 1927, sua peça Ame no yobanashi (Histórias noturnas na chuva) sobre um melancólico performer viajante errante foi transmitida. A história se tornou muito popular e deu a Yoshii muitos seguidores nos primórdios do rádio.
Em sua velhice, viveu em uma casa na base do Monte Hiei, em Quioto e era frequentador do entretenimento de Gion. Todos os anos, no dia 8 de novembro, um festival acontece em sua memória, na qual uma geiko e uma maika de Gion deixam flores diante de um monumento com sua poesia.
Em 1948, Yoshii foi indicado como seletor de poemas para o sarau cerimonial de poemas da Agência da Casa Imperial no Ano Novo. Tornou-se membro da Academia de Arte do Japão no mesmo ano.
Morreu e 1960, aos 74 anos. Seu túmulo se encontra no Cemitério de Aoyama, em Tóquio.